# 徐炯 (教育家)
徐炯（1862年—1936年），字子休，號蛻翁，華陽縣（今成都市）人，清末民國教育家。
自幼聰慧好學，十九歲考中秀才，补廪生，光绪癸巳舉人，两次入京会试不第。在江南會館設私塾，將《資治通鑑》定為入塾士子的必讀之書。戴季陶及长兄传薪曾在徐炯門下受业。甲午之战后，擴充稱為澤木精舍。後創辦四川通省師範學堂。徐炯写《古今有女娲否》，影射慈禧太后的专制。当时四川臬台沈秉堃要加害他，遂避禍陝西。應陝西布政使樊增祥之邀，率陝西首批留學生赴日，任留日学生监督。一年後返國。1910年，吳虞與其父發生衝突，徐炯時任四川教育总会会长，特别召开一次教育会，视吴虞为名教罪人，将他逐出教育界。辛亥革命後，任四川教育会会长。1917年春，徐炯发起于成都少城实业街建立“六先生祠”，又创建丽泽会，讲习道学。1921年，徐炯倡办大成学校，坚持“尊孔读经”。畢生從事教育事業，主张学以致用。晚年名其居宅为“霁园” ，学者称霁园先生。1936年，病逝於成都。著有《霁园文钞》《霁园诗钞》，辑有《守约编》《军人道德谈》等。